# Aucklandella flavomaculata
Aucklandella flavomaculata là một loài tò vò trong họ Ichneumonidae.